# Associazione Calcio Brescia 1958-1959
Questa pagina raccoglie i dati riguardanti l'Associazione Calcio Brescia nelle competizioni ufficiali della stagione 1958-1959.

## Stagione
Dopo le delusioni della stagione precedente nel Brescia c'è un grande ricambio di atleti, sempre con Osvaldo Fattori nel doppio ruolo di allenatore e difensore, arrivano a Brescia il portiere Giovanni Viola, i difensori Renato Gelio, Renato Martini ed Enzo De Giovanni, il centrocampista Luigi Origgi e l'attaccante Romano Taccola. Si infortuna presto Eugenio Bersellini che non può dare il suo prezioso contributo giocando solo quattro partite. Le rondinelle disputano un campionato di metà classifica, il goleador della squadra è ancora Enrico Nova con 12 reti, a fine stagione raggiungerà la Serie A con i cugini dell'Atalanta. In Coppa Italia le rondinelle hanno perso la partita d'esordio al secondo turno contro la Pro Patria con il punteggio di (2-1) in trasferta.

## Rosa
| N. |                   | Ruolo | Calciatore          |
| -- | ----------------- | ----- | ------------------- |
|    | Italia (bandiera) | P     | Giovanni Viola      |
|    | Italia (bandiera) | P     | Luigi Balzarini     |
|    | Italia (bandiera) | D     | Giuseppe Barucco    |
|    | Italia (bandiera) | D     | Enzo De Giovanni    |
|    | Italia (bandiera) | D     | Guido Grainer       |
|    | Italia (bandiera) | D     | Luigi Lenzi         |
|    | Italia (bandiera) | D     | Renato Martini      |
|    | Italia (bandiera) | D     | Piero Provezza      |
|    | Italia (bandiera) | D     | Umberto Ratti       |
|    | Italia (bandiera) | D     | Ferruccio Bertolini |
|    | Italia (bandiera) | D     | Cesare Zamboni      |
|    | Italia (bandiera) | C     | Enrico Conca        |
|    | Italia (bandiera) | C     | Osvaldo Fattori     |

| N. |                   | Ruolo | Calciatore         |
| -- | ----------------- | ----- | ------------------ |
|    | Italia (bandiera) | C     | Fermo Favini       |
|    | Italia (bandiera) | C     | Renato Gelio       |
|    | Italia (bandiera) | C     | Luigi Origgi       |
|    | Italia (bandiera) | C     | Sergio Tonini      |
|    | Italia (bandiera) | C     | Faustino Turra     |
|    | Italia (bandiera) | C     | Pasquale Vivolo    |
|    | Italia (bandiera) | A     | Eugenio Bersellini |
|    | Italia (bandiera) | A     | Dante Crippa       |
|    | Italia (bandiera) | A     | Enrico Nova        |
|    | Italia (bandiera) | A     | Ulderico Sacchella |
|    | Italia (bandiera) | A     | Romano Taccola     |
|    | Italia (bandiera) | A     | Remo Vigni         |

## Risultati

### Serie B

#### Girone di andata
| Arbitro: | Ascari (Carpi) |

|  |           |               |
|  | Marcatori | 70’ Mezzalira |

| Arbitro: | Righi (Milano) |

|            |           |  |
| Borghi 53’ | Marcatori |  |

| Arbitro: | Gambarotta (Genova) |

|                                                |           |  |
| Taccola 25’, 35’ Udovicich 63’ (aut.) Nova 85’ | Marcatori |  |

| Arbitro: | Angelini (Firenze) |

|                         |           |          |
| Nicoletti 40’ Galli 62’ | Marcatori | 80’ Nova |

| Brescia 19 ottobre 1958 5ª giornata | Brescia          | 0 – 0 | Marzotto Valdagno | Stadium di Viale Piave\| Arbitro: \| Babini (Ravenna) \| |
| Arbitro:                            | Babini (Ravenna) |       |                   |                                                          |

| Arbitro: | Smorto (Reggio Calabria) |

|                   |           |          |
| Dell'Omodarme 38’ | Marcatori | 10’ Nova |

| Arbitro: | Righetti (Torino) |

|                              |           |  |
| Favini 6’ Crippa 55’ Taccola | Marcatori |  |

| Arbitro: | Butti (Como) |

|               |           |          |
| Chiumento 72’ | Marcatori | 60’ Nova |

| Arbitro: | Rebuffo (Milano) |

|             |           |  |
| Fattori 76’ | Marcatori |  |

| Arbitro: | Campagna (Palermo) |

|              |           |  |
| Biagioli 48’ | Marcatori |  |

| Arbitro: | Menchini (Udine) |

|            |           |  |
| Crippa 66’ | Marcatori |  |

| Brescia 14 dicembre 1958 12ª giornata | Brescia          | 0 – 0 | Palermo | Stadium di Viale Piave\| Arbitro: \| Bonetto (Torino) \| |
| Arbitro:                              | Bonetto (Torino) |       |         |                                                          |

| Arbitro: | Basciu (Genova) |

|                                         |           |  |
| Ronconi 4’ Bagnoli 85’ Valentinuzzi 90’ | Marcatori |  |

| Arbitro: | Zaza (Molfetta) |

|             |           |          |
| Molinari 6’ | Marcatori | 25’ Nova |

| Arbitro: | Cataldo (Reggio Calabria) |

|                          |           |  |
| Crippa 45’ Sacchella 68’ | Marcatori |  |

| Arbitro: | Roversi (Bologna) |

|                                |           |                           |
| Di Bari 14’ (rig.) Buratti 37’ | Marcatori | 13’ Sacchella 63’ Taccola |

| Brescia 18 gennaio 1959 17ª giornata | Brescia         | 0 – 0 | Modena | Stadium di Viale Piave\| Arbitro: \| Ubezio (Novara) \| |
| Arbitro:                             | Ubezio (Novara) |       |        |                                                         |

| Arbitro: | Menchini (Udine) |

|                    |           |           |
| Zamboni 70’ (aut.) | Marcatori | 22’ Vigni |

| Arbitro: | Pieri (Trieste) |

|            |           |                                        |
| Crippa 22’ | Marcatori | 14’ Costa 58’, 76’ Pistacchi 68’ Pinti |

#### Girone di ritorno
| Arbitro: | Baldassarre (Udine) |

|                                                   |           |  |
| Regalia 10’ (rig.) Congiu 32’ Provezza 56’ (aut.) | Marcatori |  |

| Arbitro: | Grignani (Milano) |

|               |           |  |
| Nova 68’, 87’ | Marcatori |  |

| Arbitro: | Sbardella (Roma) |

|             |           |               |
| Mentani 76’ | Marcatori | 57’ Sacchella |

| Arbitro: | Liverani (Torino) |

|                                               |           |                                       |
| Taccola 35’, 54’ Sacchella 39’, 64’ Vigni 74’ | Marcatori | 65’ Fontanot 75’ Bonacchi 79’ Duzioni |

| Arbitro: | Famulari (Messina) |

|  |           |            |
|  | Marcatori | 19’ Favini |

| Brescia 15 marzo 1959 25ª giornata | Brescia        | 0 – 0 | Como | Stadium di Viale Piave\| Arbitro: \| Boati (Milano) \| |
| Arbitro:                           | Boati (Milano) |       |      |                                                        |

| Arbitro: | Cataldo (Reggio Calabria) |

|             |           |               |
| Bozzato 63’ | Marcatori | 41’ Sacchella |

| Arbitro: | Menchini (Udine) |

|             |           |                                  |
| Taccola 75’ | Marcatori | 26’ Zavaglio 90’ (rig.) Marchesi |

| Arbitro: | Ubezio (Novara) |

|                                                      |           |                   |
| Carminati II 32’ Danova 37’ (rig.) Mori 52’ List 87’ | Marcatori | 14’ 36’ Sacchella |

| Arbitro: | De Magistris (Torino) |

|                                  |           |  |
| Sacchella 26’ Taccola 74’ (rig.) | Marcatori |  |

| Arbitro: | Cariani (Roma) |

|             |           |                |
| Ricagni 58’ | Marcatori | 40’ Bersellini |

| Arbitro: | Caputo (Napoli) |

|              |           |  |
| Vernazza 19’ | Marcatori |  |

| Arbitro: | Bartolomei (Roma) |

|                        |           |                  |
| Taccola 37’ Favini 39’ | Marcatori | 30’, 59’ Tinazzi |

| Arbitro: | Maghernino (San Severo) |

|           |           |            |
| Gelio 26’ | Marcatori | 60’ Patino |

| Arbitro: | Angonese (Mestre) |

|                                  |           |          |
| Grainer 5’ (aut.) Cattabiani 61’ | Marcatori | 38’ Nova |

| Arbitro: | Righetti (Torino) |

|                         |           |             |
| Nova 4’, 55’ Crippa 60’ | Marcatori | 9’ Bortolon |

| Arbitro: | Politano (Cuneo) |

|                            |           |                     |
| Campagnoli 16’ Goldoni 17’ | Marcatori | 36’ Crippa 61’ Nova |

| Arbitro: | Leita (Udine) |

|          |           |           |
| Nova 14’ | Marcatori | 26’ Torti |

| Arbitro: | Molinari (Genova) |

|                                |           |                      |
| Pinti 4’ Bonini 24’ Casisa 49’ | Marcatori | 29’ Crippa 70’ Vigni |

### Coppa Italia
| Arbitro: | Butti (Como) |

|                              |           |            |
| Rimoldi II 18’ Marchioro 80’ | Marcatori | 39’ Favini |

## Statistiche

### Statistiche di squadra
Fonte:
| Competizione | Punti | In casa | In casa | In casa | In casa | In casa | In casa | In trasferta | In trasferta | In trasferta | In trasferta | In trasferta | In trasferta | Totale | Totale | Totale | Totale | Totale | Totale | DR |
| Competizione | Punti | G       | V       | N       | P       | Gf      | Gs      | G            | V            | N            | P            | Gf           | Gs           | G      | V      | N      | P      | Gf     | Gs     | DR |
| ------------ | ----- | ------- | ------- | ------- | ------- | ------- | ------- | ------------ | ------------ | ------------ | ------------ | ------------ | ------------ | ------ | ------ | ------ | ------ | ------ | ------ | -- |
| Serie B      | 36    | 19      | 9       | 7       | 3       | 29      | 15      | 19           | 1            | 9            | 9            | 18           | 31           | 38     | 10     | 16     | 12     | 47     | 46     | +1 |
| Coppa Italia |       | -       | -       | -       | -       | -       | -       | 1            | 0            | 0            | 1            | 1            | 2            | 1      | 0      | 0      | 1      | 1      | 2      | -1 |
| Totale       |       | 19      | 9       | 7       | 3       | 29      | 15      | 20           | 1            | 9            | 10           | 19           | 33           | 39     | 10     | 16     | 13     | 48     | 48     | 0  |

### Statistiche dei giocatori
| Giocatore      | Serie B  | Serie B | Coppa Italia | Coppa Italia | Totale   | Totale |
| Giocatore      | Presenze | Reti    | Presenze     | Reti         | Presenze | Reti   |
| -------------- | -------- | ------- | ------------ | ------------ | -------- | ------ |
| L. Balzarini   | 11       | -18     | 0            | 0            | 11       | -18    |
| G. Barucco     | 13       | 0       | 0            | 0            | 13       | 0      |
| E. Bersellini  | 4        | 1       | 0            | 0            | 4        | 1      |
| F. Bertolini   | 4        | 0       | 0            | 0            | 4        | 0      |
| E. Conca       | 1        | 0       | 0            | 0            | 1        | 0      |
| D. Crippa      | 25       | 7       | 0            | 0            | 25       | 7      |
| E. De Giovanni | 21       | 0       | 1            | 0            | 22       | 0      |
| O. Fattori     | 8        | 1       | 0            | 0            | 8        | 1      |
| F. Favini      | 32       | 3       | 1            | 1            | 33       | 4      |
| R. Gelio       | 35       | 1       | 1            | 0            | 36       | 1      |
| G. Grainer     | 6        | 0       | 0            | 0            | 6        | 0      |
| L. Lenzi       | 9        | 0       | 1            | 0            | 10       | 0      |
| R. Martini     | 30       | 0       | 0            | 0            | 30       | 0      |
| E. Nova        | 30       | 12      | 1            | 0            | 31       | 12     |
| L. Origgi      | 16       | 0       | 1            | 0            | 17       | 0      |
| P. Provezza    | 30       | 0       | 0            | 0            | 30       | 0      |
| U. Ratti       | 1        | 0       | 0            | 0            | 1        | 0      |
| U. Sacchella   | 37       | 9       | 1            | 0            | 38       | 9      |
| R. Taccola     | 19       | 9       | 1            | 0            | 20       | 9      |
| S. Tonini      | 4        | 0       | 0            | 0            | 4        | 0      |
| F. Turra       | 4        | 0       | 0            | 0            | 4        | 0      |
| R. Vigni       | 25       | 3       | 1            | 0            | 26       | 3      |
| G. Viola       | 27       | -28     | 1            | -2           | 28       | -30    |
| P. Vivolo      | 1        | 0       | 0            | 0            | 1        | 0      |
| C. Zamboni     | 24       | 0       | 1            | 0            | 25       | 0      |